# Doraemon (personaje)
Doraemon (en japonés: ドラえもん) es protagonista de la serie manga y anime del mismo nombre, creado por Fujiko Fujio, seudónimo de Hiroshi Fujimoto y Motoo Abiko. Doraemon es un robot que viene del futuro para ayudar a Nobita Nobi en el día a día para que pueda tener un futuro mejor. Nació el 3 de septiembre de 2112, en la fábrica Matsushiba.
En Japón, más de 50 años después de la primera aparición del personaje en el manga original, ahora está considerado como un icono cultural y fue votado como uno de los 22 "Héroes de Asia" por la revista Time Asia el 22 de abril de 2002.
Doraemon ha protagonizado más de 40 largometrajes de animación, cada uno de ellos lanzado en los cines japoneses cada año.

## Creación y concepción
Doraemon fue concebido originalmente por Hiroshi Fujimoto, tras una serie de tres hechos: mientras él estaba pensando en ideas para un nuevo manga y pensaba que sería ideal que existiera una máquina que le diera ideas, fue entonces cuando tropezó con el juguete de su hija y seguidamente, sintió una pelea de gatos en su vecindario.
El nombre de "Doraemon" puede ser traducido aproximadamente como "perdido". Inusualmente, el nombre de "Doraemon" (ド ラ え も ん) está escrito en una mezcla de dos escrituras japonesas: katakana (ド ラ) e hiragana (え も ん). "Dora" deriva de "dora neko" (ど ら 猫, descarado o gato perdido), y es una corrupción de nora (perdido). "Emon" (衛 門) es un componente de nombres masculinos como el de Ishikawa Goemon, aunque ya no es tan popular como en el pasado.

## Personalidad

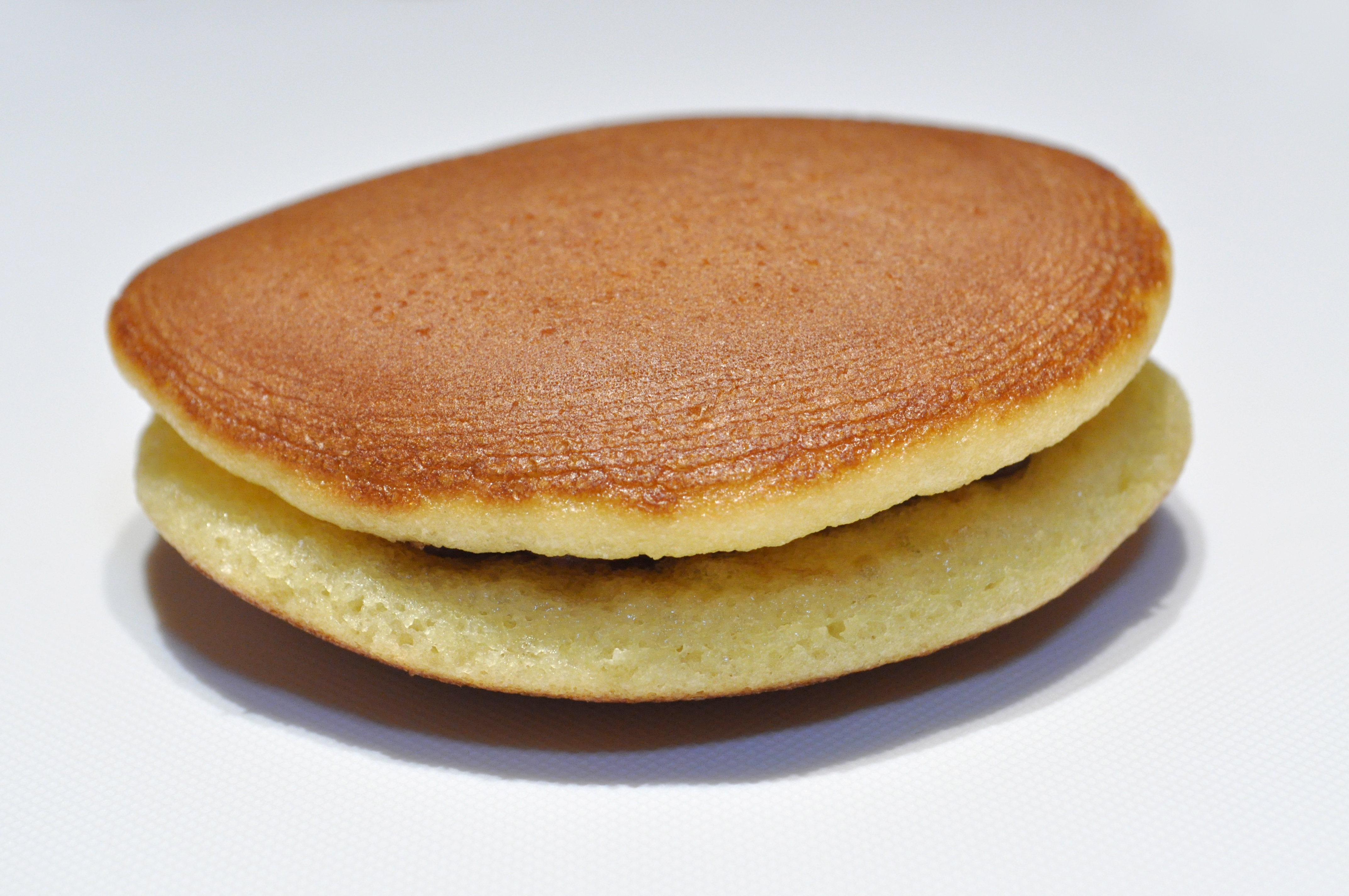
El dorayaki, la comida favorita de Doraemon.

La comida preferida de Doraemon es el dorayaki, llegando a desarrollar una gran adicción por ellos. Siempre que Nobita se come sus dorayakis, Doraemon se enfada mucho, aunque eso pasa normalmente cuando Nobita no le pide previo permiso. Doraemon siempre es muy amable con las personas. Él y Nobita son grandes amigos; a veces también se pelean pero siempre se perdonan.

## Historia
Doraemon es enviado de vuelta en el tiempo por un joven llamado Shewashi Nobi para mejorar las circunstancias de su tatarabuelo (separados por 7 generaciones), Nobita, para que sus descendientes puedan disfrutar de un futuro mejor. En la línea de tiempo original, Nobita era un niño muy holgazán que no experimentó más que miseria y desgracia, que se manifestó en forma de calificaciones muy pobres y la intimidación en toda su vida. Esto culmina en el incendio de un negocio futuro que establece Nobita, siendo después acosado por problemas financieros. Con el fin de alterar la historia y mejorar la suerte de la familia Nobi, Doraemon es enviado al pasado para ayudar a Nobita con sus aparatos, que la mayor parte del tiempo, terminan siendo mal utilizados por Nobita o por sus amigos.
Doraemon fue creado el Sábado 3 de septiembre de 2112 en la Fábrica de robots Matsushiba (マ ツ シ バ ロ ボ ッ ト 工場). Tiene un bolsillo mágico denominado "bolsillo de la cuarta dimensión" (四次 元 ポ ケ ッ ト), en el que guarda miles de aparatos del futuro. La película de 1995 muestra su aspecto original; cuando fue creado Doraemon tenía orejas y fue pintado de color amarillo, pero se volvió azul después de llorar porque unos ratones se comieron sus orejas.
Un día, el 30 de agosto de 2115, mientras Doraemon se echaba una siesta, un ratón mordió gran parte de sus orejas. La novia de Doraemon observó cómo le habían quedado las orejas y se echó a reír. Doraemon corrió muy avergonzado y con el corazón roto. Así que desde ese día, Doraemon le teme a todo aquello relacionado con los ratones y hará cosas muy extrañas con tal de deshacerse de esas criaturas. A Doraemon le embarga la tristeza. Para recuperarse, decide tomar una "poción animadora", con tan mala suerte que se equivoca de frasco y lo que en realidad se toma es una "poción depresiva". El desafortunado gato robot futurista se hincha a llorar durante tres días y tres noches: eso le cambia la voz, que se le vuelve aguda, y hace saltar la pintura de su cuerpo metálico, revelando el bonito color azul que tenía debajo de la capa amarilla.

## Recepción
En cuanto a la popularidad, el personaje ha sido comparado con Mickey Mouse de Walt Disney. El personaje es considerado como una figura icónica en Japón, recibiendo críticas de los medios de comunicación chinos, donde consideran a Doraemon como un personaje políticamente subversivo y que se trata de una herramienta de la "invasión cultural" de Japón. El autor Timothy J. Craig escribió en su libro Japan Pop: Inside the World of Japanese Popular Culture, que el personaje de Doraemon "Aunque es él mismo un producto de alta tecnología, posee una personalidad entrañable que cautiva a un público joven. Él es miembro de pleno derecho de la familia de Nobita y un amigo íntimo de Nobita y de sus compañeros. Interpretado de esta manera, Doraemon representa la visión optimista de la relación entre la tecnología y la humanidad".
En 2008 el personaje de Doraemon fue nombrado como "embajador de los dibujos animados" para ayudar a promover los dibujos japoneses en todo el mundo, y en 2013 Doraemon fue considerado como el personaje más popular entre los niños japoneses en una encuesta realizada por Vídeo Research Ltd. En Japan Real Times de The Wall Street Journal , Toko Sekiguchi afirmó que "posiblemente es el personaje de dibujos animados más querido en Japón". Google Japan utilizó a Doraemon en su Doodle de Google del 3 de septiembre de 2009, día de la celebración del cumpleaños N°40 del personaje.
El político Osamu Fujimura es conocido como el "Doraemon de Nagatacho" debido a su figura y personalidad. El luchador de sumo Takamisugi fue apodado "Doraemon", debido a su parecido con el personaje. La empresa ESP Guitars ha fabricado varias guitarras con forma de Doraemon.
Durante 2014, Doraemon apareció en la portada de las 51 revistas publicadas por Shogakukan.